# Mike Haynes
Michael James Haynes (Denison, Texas, 1 de julio de 1953), más conocido como Mike Haynes, es un exjugador profesional estadounidense de fútbol americano que se desempeñó en la posición de cornerback en la National Football League (NFL). Es miembro del Salón de la Fama del Fútbol Americano Profesional.

## Carrera
Haynes jugó como profesional siete temporadas en New England Patriots (1976-1982), después pasó a Los Angeles Raiders, donde jugó siete temporadas (1983-1989), y fue el equipo en el que se retiró.

## Reconocimiento
El 26 de julio de 1997, ingresó como miembro al Salón de la Fama del Fútbol Americano Profesional.